# Visconde de São Marçal
Visconde de São Marçal é um título nobiliárquico criado por D. Luís I de Portugal, por Decreto de 20 de Agosto de 1885, em favor de Tomás Quintino Antunes, depois 1.º Conde de São Marçal.
Titulares
1. Tomás Quintino Antunes, 1.º Visconde e 1.º Conde de São Marçal.